# Involucropyrenium
Involucropyrenium — рід лишайників родини Verrucariaceae. Назва вперше опублікована 1996 року.

Зустрічаються в Україні на прошарках ґрунту між вапняковими брилами.